# Oxóniumion
| Az oxóniumion szerkezete                            | Az oxóniumion modellje |
| Az oxóniumion szerkezete és háromdimenziós modellje |                        |

Az oxóniumion (más néven hidrónium vagy hidroxónium) (H3O+) vízből származtatható, egyszeresen pozitív töltésű ion, moláris tömege 19,023 g/mol. Sav-bázis reakciók fontos szereplője, a savak disszociációjakor képződő proton datív kötéssel kerül a vízmolekulára (gyakorlatilag hidratálódik), a kötéshez szolgáló elektronpárt a vízmolekula oxigénje szolgáltatja.
Többnyire vizes oldatban létezik, ám néhány esetben szilárd formában is megtalálható. Erre példa a perklórsav folyékony halmazállapotú anhidridjének (klór-heptoxid) és víznek az 1:1 arányú keveréke, valamint a karboránsav.

## Keletkezése
A savak vizes oldatban savmaradékionra és protonra disszociálnak (a Brönsted–Lowry elmélet szerint, ld.: sav-bázis elméletek):
HA ⇌ H+ + A−
Vizes közegben a proton azonnal hidratálódik:
H+ + H2O ⇌ H3O+
Oxóniumion keletkezik a víz autoprotolízisekor is:
2 H2O ⇌ OH− + H3O+
Oxóniumion keletkezik amikor vízbe (H2O) sósavgázt (HCl) vezetünk:
HCl + H2O = H3O+ + Cl−

## Sav-bázis tulajdonságai
Az oxóniumion igen erősen savas tulajdonságú ion (standard körülmények között: pKa= −1,7), protonjától könnyen megszabadul, ha megfelelő partnerrel találkozik.